# Panafrikanska parlamentet

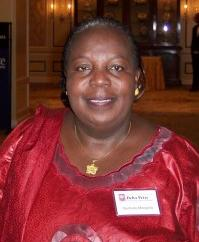
Panafrikanska parlamentets ordförande 2004–2008 Gertrude Mongella på en bild från 2005.

Panafrikanska parlamentet är en institution inom Afrikanska unionen. Det är ett rådgivande organ som med tiden möjligen ska kunna få lagstiftande befogenheter. 
Parlamentet höll sin första session i mars 2004. Det har för närvarande 265 ledamöter från alla Afrikanska unionens 53 medlemsstater. Parlamentet har sitt säte i Johannesburg i Sydafrika. Talman sedan 2012 är Bethel Nnaemeka Amadi.